# Justicia neesii
Justicia neesii är en akantusväxtart som beskrevs av T.P. Ramamoorthy. Justicia neesii ingår i släktet Justicia och familjen akantusväxter. Inga underarter finns listade i Catalogue of Life.